# Traditional Jazz
Traditional Jazz, in Bezug auf die Entwicklung in England auch Trad Jazz genannt, gilt als eine Stilrichtung des Jazz, die sich Anfang der 1940er bis in die 1950er Jahre vor allem ausgehend von den USA und Großbritannien sich durchsetzte und noch heute zahlreiche Anhänger hat. Der Begriff wird aber in leicht unterschiedlichem Sinn gebraucht. Der Traditional Jazz ist eine musikalische Adaption des Old Style / New-Orleans-Jazz und des Dixieland, wobei er in verschiedenen Revival-Bewegungen auch mit anderen Stilen vermischt wird wie Chicago-Jazz und Swing und lokale europäische Musikstile (Folk) und Pop. Reclams Jazzführer definierte Traditional Jazz synonym zu Stilen des Prämodernen Jazz (vor Modern Jazz).
Nach Lawrence Gushee kam der Begriff in Schriften Ende der 1930er Jahre auf um in polemischer Weise den Swing der 1930er Jahre vom älteren Jazz der 1920er Jahre abzugrenzen, wurde aber später auf die New Orleans Revival Bands übertragen und wird nach Gushee (1984) nur noch in diesem Sinn gebraucht. Treibende Kräfte waren nach Gushee: 1. Aufnahmen prominenter schwarzer Jazzmusiker im vorgeblich authentischen New Orleans Stil der 1920er Jahre (Sidney Bechet, der besonders in Frankreich sehr einflussreich war und etwa Claude Luter beeinflusste, Jelly Roll Morton, Jimmie Noone) ab etwa 1938, 2. Aufnahmen weißer Musiker mit explizitem Bezug auf die 1920er Jahre (besonders Turk Murphy, Lu Watters in San Francisco), 3. Aufnahmen von älteren schwarzen New Orleans Musikern, die sonst kaum außerhalb Louisianas aufgetreten waren (Kid Rena, Bunk Johnson, George Lewis), fortgesetzt im Umfeld der Preservation Hall, 4. Aufnahmen in den 1950er Jahren älterer Dixieland Musiker, die ihren Ruhestand in New Orleans verbrachten, häufig unter dem Dach des New Orleans Jazz Club. Gushee sieht darin aber eher einen an der Marktnachfrage orientierten regionalen Stil und ebenso im eklektischen Repertoire und der Mischung unterschiedlichster Stile der sich daran anschließenden international erfolgreichen Traditional Jazz Bewegung (nach Gushee besonders außerhalb der USA aktiv und erfolgreich).

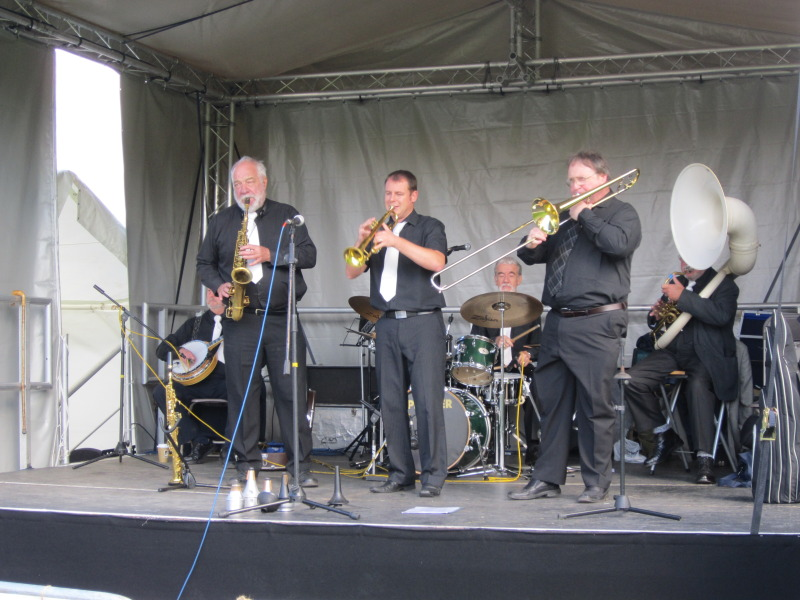
Eine Trad-Jazz-Band beim Birkenhead Park Festival of Transport 2011, Merseyside, England

Nach Ansicht der britischen Autoren des Rough Guide ist Trad (als Bezeichnung für Traditional Jazz in England) eine ausschließlich in Europa vorkommende Form des Dixieland Jazz. Sie sehen das auch als primäre Erfolgsgeschichte britischer Gruppen, begründet im enormen Erfolg des Skiffle von Chris Barber, Lonnie Donegan und anderen Anfang der 1950er Jahre, die aber auch Bands einer Vielzahl weniger begabter Musiker nach sich gezogen habe (nach den Autoren des Rough Guide war deren Erfolg in den 50ern nur mit der Hochzeit des Swing in den 30ern zu vergleichen). In den 1950er und 1960er Jahren bestand auch eine Durchlässigkeit des Trad in England zu anderen Musikrichtungen wie Rock, Blues und Pop. Positiv sehen die Rough Guide Autoren dessen Rolle als Sprungbrett vieler europäischer Jazzmusiker, die dann einen eigenen Stil entwickelten. Im New Grove Dictionary of Jazz wird dies explizit als Trad von Traditional Jazz unterschieden. Nach Shipton endete diese Bewegung spätestens um 1965 (dazu bei trugen Auseinandersetzungen zwischen Anhängern traditioneller und moderner Jazzstile und Unruhen zwischen Fans beim Beaulieu Festival 1960). Einige Bands wie die von Chris Barber setzten ihren Erfolg aber unvermindert fort. In den Niederlanden gab es die Dutch Swing College Band, in Skandinavien Papa Bue’s Viking Jazzband und in Deutschland waren unter anderem die Barrelhouse Jazzband und die Old Merry Tale Jazzband erfolgreich. Häufig spielen in den Traditional Jazz Bands Amateure. Bei einigen war der Einfluss des Chicago-Jazz stärker, bei anderen das New Orleans Revival und es wechselten auch die Stile im Lauf des Bestehens der Bands.
Während der 1950er und beginnenden 1960er wurde Traditional Jazz bevorzugt zum Skip Jive oder nach Swingdance-Elementen getanzt. Die meisten Anhänger des Trad Jazz bevorzug(t)en dabei eher eine „traditionelle“ Instrumentierung, die sich am klassischen New Orleans Jazz orientiert und zumeist mit einem Solo am Ende des Stücks endet.

## Literatur

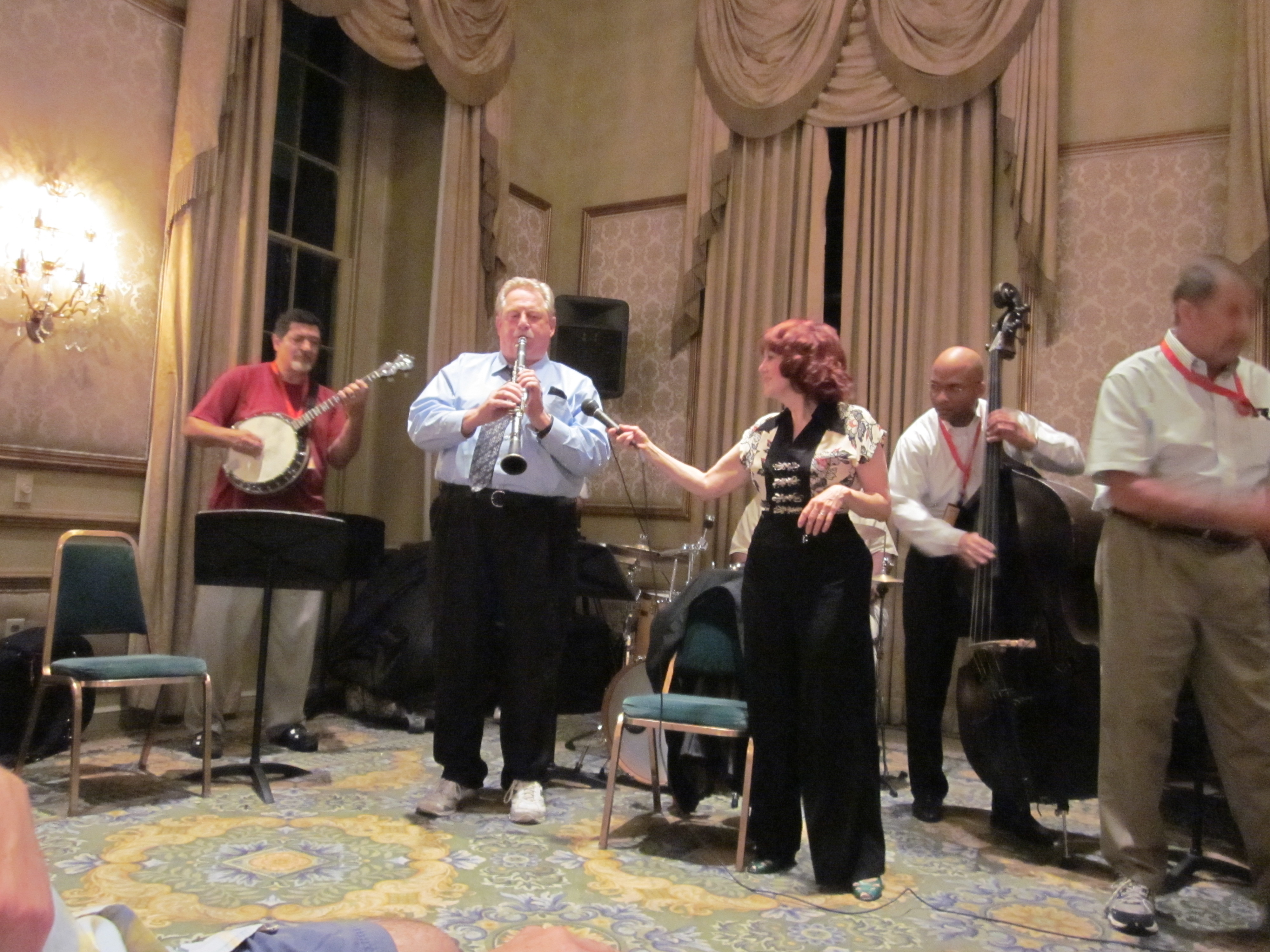
Konzert im New Orleans Traditional Jazz Camp 2010 im Ballsaal des Bourbon Orleans Hotel, New Orleans